# 濱田卓実
濱田 卓実（はまだ たくみ、1985年〈昭和60年〉1月14日 - ）は、日本の元バスケットボール選手。兵庫県神戸市出身。現役時代のポジションはフォワード。

## 来歴
神戸村野工業高等学校から京都産業大学を経てパナソニックに入社。
2009年ユニバーシアードの代表候補に選ばれた。
同年の東アジア大会で初のA代表入り。
2012年引退。

## 日本代表歴
- 2009年 東アジア大会